# 広島県民文化センターふくやま
広島県民文化センターふくやまは、広島県福山市東桜町にある多目的コンサートホール。

## 施設概要
- ホール 530席（親子室10席含む）；シューボックス型（最大706席まで拡張可能）
- 第一練習室 182 m2（収容人数100名程度）；ホールの舞台と同等の広さ
- 第二練習室 90 m2（収容人数50名程度）
- 楽屋4室、浴室2室
- 文化交流室 181 m2
- ゲストローム 38 m2、主催者控室 38 m2
- 文化情報コーナー
- 展示スペース、イベントプラザ

## 特徴
- ホールは、講演会仕様、音響反射板仕様、能舞台仕様、跳ね上げ舞台仕様（最大706席）に変更でき、残響時間も1.1秒から1.9秒に調節できる。
- 文化情報コーナーでは、広島文化復興財団が県内のグラフ誌、市区町の広報誌、文化団体の機関誌、同人誌、郷土の市町村誌や定期刊行物、各市町や文化関連施設のパンフレットやリーフレットを揃えている。
- 福山市役所に隣接し、官公庁による説明会などにもよく使用される。

## 休館日
- 6月の最終の日曜日
- 12月29日 - 翌年1月3日

## アクセス
- JR山陽新幹線・山陽本線・福塩線 福山駅から徒歩5分
- 広島空港より山陽道経由、タクシーで60分
- 岡山空港より山陽道経由、タクシーで80分
- 山陽自動車道福山東インターチェンジから約15分、福山西インターチェンジから約30分

駐車場なし。周辺の民営駐車場を利用のこと